# 劉弘威
劉弘威（英語：Goodwin Hon Liu，1970年10月17日—），台灣裔美國人，現任加利福尼亞州最高法院法官，曾任柏克萊加州大學法學院副院長，為美國憲法學、教育政策、民權和最高法院的領域之專家，著名的自由派法學家。

## 生平
劉弘威生於喬治亞州，雙親為臺灣移民。母亲为蔡洋清。父亲劉文彬是台灣獨立運動的積極擁護者，曾擔任台灣人公共事務會沙加緬度分會的會長，並且是民進黨海外主要組織人。劉弘威在加利福利亞州首府沙加緬度成長並就讀公立學校。1991年史丹佛大學生物學學士，1993年獲「本科生諾貝爾獎」之稱羅德獎學金在牛津大學取得哲學與生理學碩士，1998年於耶魯法學院取得法律博士學位。劉弘威並曾任美國最高法院大法官魯思·金斯伯格的法官助理。2010年2月24日，美國總統歐巴馬提名劉弘威出任「美國聯邦第九巡迴上訴法院全職法官」，而后任命案在美國國會聯邦參議院司法委員會聽證審查。之后超过一年的时间里，劉弘威的任命案在参议院遭到共和党的激烈反对。在2011年5月19日，参议院以52比43的投票否决了对劉弘威任命案的终结辩论（cloture）。5月25日，劉弘威向歐巴馬撤回对第九巡迴法庭法官的考量。
2011年7月26日，加州州长杰瑞·布朗提名劉弘威为加州最高法院法官。同年9月1日劉弘威宣誓就职。

## 家庭
劉弘威的妻子為歐洲裔美國人，目前亦任職柏克萊加州大學法學院，兩人育有一子一女。

## 外部連結
- Associate Justice Goodwin Liu（页面存档备份，存于） – California Courts
- Goodwin Liu, Judgepedia
- Associate Justice Goodwin Liu on Berkeley Law website
- Past & Present Justices （页面存档备份，存于）. California State Courts.

| 非組織職務                    | 非組織職務                           | 非組織職務           |
| ----------------------------- | ------------------------------------ | -------------------- |
| 前任者： 保羅·馬瞿·史密斯     | 美國憲法學會董事會主席 2009–2010     | 繼任者： 杰弗裡·斯通 |
| 司法职务                      |                                      |                      |
| 前任者： 卡洛斯·羅伯托·莫雷諾 | 加利福尼亚州最高法院大法官 2011–目前 | 現任                 |

template:Current California statewide political officials